# انتشارات فرهنگ جاوید
انتشارات فرهنگ جاوید یک موسسه ی چاپ و نشر کتاب در ایران است.  انتشارات فرهنگ جاوید در زمینه علوم انسانی و ادبیات به چاپ و نشر کتاب می‌پردازد.